# Landnahme des Burgenlandes

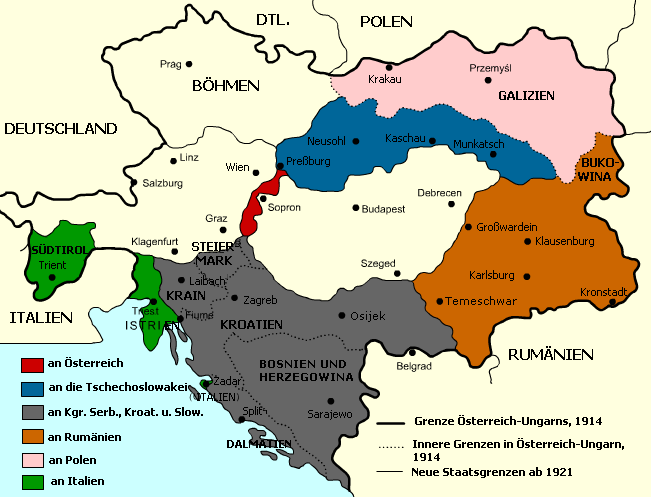
Das umstrittene Gebiet (rot) wurde 1921 der Republik Österreich angeschlossen.

Die Landnahme des Burgenlandes bezeichnet die politischen, polizeilichen und militärischen Maßnahmen zur Angliederung eines Teiles von Ungarn an Österreich und die Entstehung des Burgenlandes von 1919 bis 1921.

## Vertrag von Saint-Germain, Vertrag von Trianon
Im Vertrag von Saint-Germain, am 10. September 1919 von Staatskanzler Karl Renner unterzeichnet, wurden dem neuen Staat Österreich westliche Teile der Komitate Wieselburg, Ödenburg und Eisenburg (heute: Komitat Győr-Moson-Sopron und Komitat Vas) zugesprochen (Artikel 27, Punkt 5). Diesem Wunsch der österreichischen Delegation bei den Verhandlungen wurde entsprochen, weil es den Siegermächten wichtig war, dass das neue Österreich seine wirtschaftlichen Schwierigkeiten meistern könnte und dass nahe der bevölkerungsreichen Stadt Wien ausreichend landwirtschaftlich fruchtbares Gebiet zur Verfügung stand. Während der viermonatigen Ungarischen Räterepublik und des gleichzeitigen Ungarisch-Rumänischen Krieges bezogen die Entente-Mächte eine harte Position gegen Ungarn. Bei der Vertragsunterzeichnung im September 1919 war die kommunistische Herrschaft unter Béla Kun durch den ehemaligen Konteradmiral Miklós Horthy und dessen Anhänger bereits gestürzt. Im Vertrag von Trianon vom 4. Juni 1920 zwischen der Entente und Ungarn musste Ungarn bedeutende Gebietsverluste hinnehmen, unter anderem den Verlust von Teilen Westungarns an Österreich.
Die in Saint-Germain festgelegte Gebietsbezeichnung Burgenland setzte sich langsam durch. Die Regierung Horthy hatte nicht den Willen, das Gebiet an Österreich abzutreten, und ließ sowohl innen- als auch außenpolitisch nichts unversucht, um die Abtretung zu verhindern.

## Verwaltungsstelle für das Burgenland
Bereits am 25. Mai 1919 war im Staatsamt für Inneres und Unterricht in Wien eine interministerielle Kommission gebildet worden, die Verwaltungsstelle für den Anschluß Deutsch-Westungarns hieß. Der Verwaltungsstelle gehörte auch der sozialdemokratische Bürgermeister Anton Ofenböck von Wiener Neustadt als Mitglied an. Noch unter der Herrschaft Béla Kuns begann das Staatsamt in Wien, den Grenzschutz gegen Ungarn zu organisieren. Mit dem Oberst der Gendarmerie Georg Ornauer wurde in Wiener Neustadt eine Gendarmeriegrenzschutzleitung für Niederösterreich für den Bereich Hainburg bis zur Südgrenze des Bezirks Wiener Neustadt-Land eingerichtet, die wöchentlich Bericht erstattete. Mit dem „ersten Burgenlandgesetz“ vom 25. Jänner 1921 wurde die Verwaltungsstelle für das Burgenland mit zwölf Mitgliedern und sechs Ersatzmitgliedern geschaffen; sie konstituierte sich am 15. März 1921 im Bundesministerium für Inneres in Wien. Den Vorsitz führte ein Beamter, der Sektionschef Robert Davy. Die weiteren Mitglieder waren Franz Binder, Rudolf Gruber, Franz Luttenberger, Gregor Meidlinger für die Christlichsoziale Partei, Ernst F. Beer, Max Jungmann, Eugen Schuster, Alfred Walheim für die Großdeutsche Volkspartei sowie Johann Fiala, Oskar Helmer, Ernst Hoffenreich, Anton Weixelberger für die Sozialdemokratische Partei. Ersatzmann für Oskar Helmer war der sozialdemokratische Vizebürgermeister von Wiener Neustadt Josef Püchler. Adalbert Wolf, von 1919 bis 1921 wegen Hochverrates in Győr inhaftiert, wurde am 27. Jänner 1922 Mitglied der Verwaltungsstelle für das Burgenland.

## Politische Parteien
In dem mit Gregor Meidlinger aus Frauenkirchen 1907 gegründeten Verein zur Erhaltung des Deutschtums in Ungarn bildete 1913 Thomas Polz aus Mönchhof die Ortsgruppe Deutsche Landsleute aus West-Ungarn, welche sich im März 1919 zum Aktionskomitee für die Befreiung West-Ungarns wandelte. Obmann des Aktionskomitees wurde Alfred Walheim, Stellvertreter Thomas Polz, Schriftführer Georg Meidlinger, Stellvertreter Oskar Lentsch, Zahlmeister Rosa Reumann und Alfred Schmidt, Beiräte Karl Rausch, Josef Reichl und Eugen Schuster. Weitere bemerkenswerte Mitglieder waren Adam Müller-Guttenbrunn, Ernst Beer und Josef Vukovits.
Auch Karl Wollinger, Landwirt und Mühlenbesitzer in Heiligenkreuz im Lafnitztal sowie Funktionär der GDVP, engagierte sich nach Ende des Ersten Weltkrieges für den 'Anschluss' des überwiegend deutschsprachigen Westungarns an Österreich. So traten auf seine Initiative hin am 15. Dezember 1918 Vertreter von über 40 Gemeinden Westungarns in Heiligenkreuz zusammen, um entsprechende Forderungen zu formulieren. Wegen seiner Aktivitäten wurde Wollinger mehrfach bedroht und inhaftiert und flüchtete 1919 nach Österreich.
Johann Fiala, Gründer des Ödenburger Arbeiterbildungsvereines und Obmann der sozialdemokratischen Organisation in Ödenburg, war unter der Regierung Horthy nach Österreich emigriert und lebte und arbeitete nun in Wiener Neustadt. Er fand hier auch Kontakt zu weiteren geflüchteten westungarischen Arbeiterführern wie Adolf Berczeller, Ludwig Leser und Franz Probst und auch zu Sozialdemokraten in Wien. Der sozialdemokratische Parteivorstand in Wien beauftragte den Abgeordneten zum Niederösterreichischen Landtag und Redakteur der Parteizeitung Gleichheit Oskar Helmer mit dem Aufbau einer Landesorganisation für das zukünftige Burgenland. Helmer lud im 9. Jänner 1921 zu einer konstituierenden Landeskonferenz nach Wiener Neustadt. 48 Delegierte folgten der Einladung, wo Johann Fiala zum Landesobmann gewählt wurde. Der Ort der weiteren Versammlungen war das Wiener Neustädter Arbeiterheim.

## Milizen

### Österreichische Legion
Ende 1920/Anfang 1921 traten in Wiener Neustadt Werber für die Österreichische Legion auf. Die Legion war mit dem Ziel gegründet worden, die Staatsregierung Renner III zu stürzen, dafür in einem eventuellen Bürgerkrieg einzugreifen und in Österreich einzufallen. Diese mit Wohlwollen von der ungarischen Regierung geduldete Österreichische Legion hatte ihren Sitz in Csot in Ungarn. Kommandant der Legion war Major Schwerdtner. Am 12. Jänner 1921 wurden im Café Bank in Wiener Neustadt fünf Legionäre, welche mit Chloroform, Zyankali, Opiumzigarren und Waffen ausgestattet waren, von der Polizei verhaftet. Einer der Legionäre, ein aus Tirol stammender Fliegeroffizier, hatte den Plan, ein Flugzeug von den Hangars am Neustädter Flugfeld zu entführen und nach Ungarn zu verbringen. Die anderen vier Legionäre planten einen Raubüberfall auf einen Wiener Kaufmann, um der Geldknappheit der Legion abzuhelfen, nachdem zuvor die üblichen monatlichen Dotationen aus Wien ausgeblieben waren.

### Ungarische Freischärler

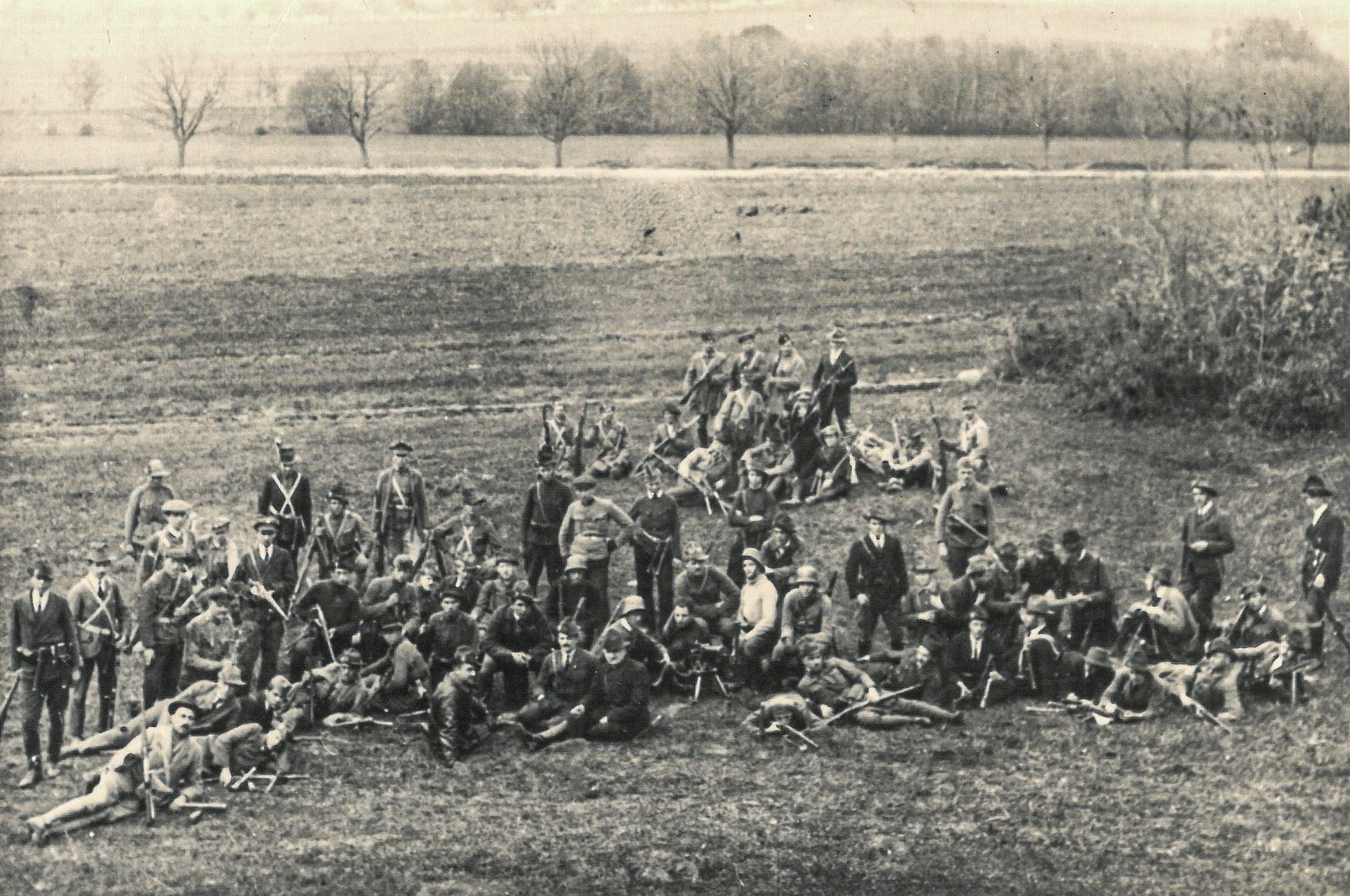
Freischärler im Raum Oberwart (1921)

Im Frühsommer 1921 musste sich die Verwaltungsstelle mit zahlreichen Klagen und Hilfeansuchen aus Deutschwestungarn befassen, die durch die mit voller Unterstützung der ungarischen Regierung aufgestellten bewaffneten Freiwilligenformationen verursacht waren. Die Freischärler rekrutierten sich hauptsächlich aus abgerüsteten Offizieren, aus Studenten, aus Vertriebenen aus der Slowakei, Siebenbürgen und Kroatien und aus Abenteurern. Sie versammelten sich um zwei Freikorpsführer der sogenannten weißen Gegenrevolution, Husarenoberstleutnant Pál Prónay und Oberleutnant d. R. Iván Héjjas, und nannten sich Königlich Ungarische westungarische Aufständische. An der Spitze stand der spätere Ministerpräsident Gyula Gömbös. Sie trugen bürgerliche Kleidung – Armbinden kennzeichneten ihre Zugehörigkeit zu einer Formation – und waren mit Stahlhelm, Patronengürtel und Patronentaschen, Gewehren, Bajonetten, Maschinengewehren und Handgranaten ausgerüstet. Das ungarische Heer sorgte für Autos und Panzerwagen, die Behörden für Ausrüstung und Nachschub. Die Angaben zur Stärke sind jedoch sehr unterschiedlich, von 2.700 bis 30.000 Mann. Vermutlich waren es aber nie mehr als 10.000 Mann, wobei es ihnen gelang, durch hohe Beweglichkeit und Schwerpunktbildung bei Angriffen eine höhere Mannschaftsstärke vorzutäuschen.
Nach dem gescheiterten Restaurationsversuch von Kaiser Karl I., von Österreich zugleich König Karl IV. von Ungarn, entstand ein Zuwachs aus legitimistischen Formationen, die um ihre Erhaltung und Bewaffnung rangen, welche unter der Bezeichnung Reservegendarmeriebataillon Nr. 2 unter Major Julius von Ostenburg-Morawek im Raum Ödenburg-Eisenstadt konzentriert waren, nachdem dieses zuvor in Stuhlweißenburg aus zumeist ungarischen Freiwilligen des Honvéd-Infanterie-Regiments Nr. 69 aufgestellt worden war. Auch der ehemalige Ministerpräsident Stephan Friedrich warb unter Budapester Hochschülern ein Freikorps an, das später als Friedrich-Freischärler bezeichnet wurde. Diese Gruppe trug nach dem Rückzug von Ostenburgs Einheit (dem „Osztenburg-Detachement“) nach Ödenburg die Hauptlast des Widerstandes im Bereich von Eisenstadt. Eine weitere kleinere königstreue Einheit, die als einziger dieser genannten Verbände viele Freiwillige aus Westungarn in ihren Reihen hatte, versammelte sich unter Graf Tamás Erdődy im Raum Güns-Steinamanger und nahm später im Raum Oberwart aktiv an Kampfhandlungen teil. Diese königstreuen Formationen wurden jedoch von den gegen Habsburg eingestellten Freischärlern um Prónay und Héjjas bald als gefährliche Rivalen angesehen.
Die Freischärler gliederten sich im Laufe des Septembers 1921 nach diversen Umgruppierungen in sechs Korps:
- I. Freischärlerkorps: Kommandostandort Oberwart; Kommandant Oberleutnant Árpád Taby
- II. Freischärlerkorps: Kommandostandort Oberpullendorf, danach Lackenbach; Kommandant Hauptmann Miklós Budaházy; Einsatzgebiet reichte vom Rosaliengebirge bis zu den Quellen der Güns
- III. Freischärlerkorps: Kommandostandort Eltendorf, danach Güssing; Kommandant Oberleutnant Endre Molnar
- IV. Freischärlerkorps: Kommandostandort Parndorf, später Neusiedl am See; Kommandant Oberleutnant Iván Héjjas
- V. Freischärlerkorps: Kommandostandort Mattersburg; Kommandant Hauptmann Viktor Maderspach, danach Hauptmann Paul Gebhardt
- VI. Freischärlerkorps: Kommandostandort Eisenstadt; Kommandant Dezső Wein

Die ersten drei Korps waren Pál Prónay unterstellt, dem sich Héjjas erst in der zweiten Septemberhälfte anschloss, während die beiden letzten Korps hingegen als königstreu galten. Zusätzlich zu diesen königstreuen Verbänden gab es noch das „Osztenburg-Detachement“, welches sich von Eisenstadt nach Ödenburg zurückgezogen hatte.

## Gescheiterte Besitzergreifung im August 1921
Mit der friedlichen Übergabe des Gebietes an Österreich war eine Interalliierte Generalskommission betraut, die sich aus 30 Offizieren und deren Gefolge zusammensetzte. Am 17. August trafen die Militärs in Ödenburg ein und verteilten sich später auf die einrückenden österreichischen Einheiten.
Die Landnahme sollte am Sonntag, dem 28. August beginnen, und am 29. August sollten die Ostgrenze erreicht und das Burgenland an Davy (den Sektionschef der Verwaltungsstelle für das Burgenland) übergeben sein.
Bei einer Besprechung am 4. Mai 1921 teilte das Bundesministerium für Heerwesen dem Landesverwalter Davy mit, dass das erst in Aufstellung begriffene Bundesheer im Falle eines Widerstandes gegen die Besitznahme nicht eingreifen könne. Am 2. Juni 1921 gab es jedoch vom Bundesministerium eine Weisung, dass innerhalb des österreichischen Bundesheeres in den sechs Brigaden je zwei Bataillone für auswärtige Verwendung bereitzuhalten seien. Oberst Rudolf Vidossich, Kommandant der 1. Brigade, wurde am 11. Juni 1921 zum Kontaktmann für Davy bestellt und sollte die Landnahme planen. Die Interalliierte Generalkommission, welche im Auftrag der Pariser Botschafterkonferenz der Entente in Ödenburg die Übergabe vermitteln und überwachen sollte, stimmte aber einem Einmarsch des Bundesheeres nicht zu und erlaubte nur der Gendarmerie und der Zollwache den Grenzübertritt.
Der Detailplan für die Landnahme sah vor, dass insgesamt fast 2000 Mann Gendarmerie und Zollwache, aufgeteilt in 11 Kolonnen, am 28. August die sogenannte Linie A besetzen sollten, die von Heiligenkreuz – St. Michael – Kohfidisch – Stadtschlaining – Deutsch Gerisdorf – Oberpullendorf – Agendorf – Mörbisch – Frauenkirchen – Halbturn – Zurndorf – Kittsee reichte. Am nächsten Tag sollten die Einheiten die Linie B, die der Trianoner Grenzlinie entsprach, erreichen und dem Landesverwalter von der Interalliierten Generalkommission das Ödenburger Gebiet übergeben werden.
Die nachfolgende Tabelle zeigt die Aufmarschstation sowie Zwischenziele und Zielorte der Linie A der einzelnen Kolonnen:
| Gendarmerieeinheit | Aufmarschstation   | Zwischenziele und Zielorte                     |
| ------------------ | ------------------ | ---------------------------------------------- |
| Kolonne 1          | Berg               | Kittsee                                        |
| Kolonne 2          | Bruck a. d. Leitha | Halbturn, Frauenkirchen                        |
| Kolonne 3          | Ebenfurth          | Eisenstadt, Rust                               |
| Kolonne 4          | Wiener Neustadt    | Mattersburg, Agendorf                          |
| Kolonne 5          | Hochwolkersdorf    | Lackenbach, Markt St. Martin                   |
| Kolonne 6          | Kirchschlag        | Deutsch Gerisdorf                              |
| Kolonne 7          | Friedberg          | Pinkafeld, Oberwart, Stadtschlaining           |
| Kolonne 8          | Hartberg           | Markt Allhau, Oberwart                         |
| Kolonne 9          | Burgau             | Kohfidisch, St. Michael                        |
| Kolonne 10         | Fürstenfeld        | Rudersdorf, Kukmirn, Gerersdorf, Heiligenkreuz |
| Kolonne 11         | Fehring            | Mogersdorf, Neumarkt an der Raab, Tauka        |

Am 28. August meldete der Leiter der Polizei in Wiener Neustadt, Regierungsrat Alfred Rausnitz, dass 100 Mann mit der Bestimmung Rust (Kolonne 3) und 270 Mann mit der Bestimmung Ödenburg (Kolonne 4) abmarschiert waren. Die Gendarmerie-Kolonnen wurden noch auf österreichischem Gebiet von Entente-Offizieren an der Leithabrücke empfangen und sollten um 09:30 Uhr in Mattersburg sein. Während die Besitznahme im nördlichen Burgenland ohne nennenswerten Widerstand gelang, kam es im südlichen Burgenland anders.
Im Raum von Oberwart waren nicht nur das ungarische Reserve-Gendarmerie-Bataillon Nr. 1, sondern auch verschiedene Freischärlergruppen versammelt. In Pinkafeld erwarteten unter der Führung von Oberleutnant László Kuti etwa fünfzig Mann die aus Friedberg heranrückende 202 Gendarmen und 22 Zollbeamte starke Kolonne 7. Der österreichischen Einheit fuhr in einer Kutsche der englische Ententeoffizier voraus, den die Freischärler in die Stadt hineinließen. Die mit Abstand folgende Gendarmerieeinheit wurde hingegen aus zwei Widerstandsnestern, die östlich und westlich der Vormarschstraße lagen, beschossen. Der Kommandant der Spitzengruppe erhielt dabei einen Steckschuss im Oberschenkel. Die Gendarmen gingen daraufhin in Deckung und sandten zwei Stoßtrupps aus, denen es gelang, das westliche Widerstandsnest auszuschalten und zwei Freischärler zu töten sowie weitere fünf Ungarn zu verwunden. Einem der Stoßtrupps gelang es auch, bis in den Stadtkern von Pinkafeld vorzudringen und dort mit dem britischen Ententeoffizier Kontakt aufzunehmen, der für diesen Tag den Rückzug der Gendarmen auf das steirische Sinnersdorf befahl. Am nächsten Tag erneuerte die Kolonne 7 ihren Vormarsch auf Oberwart. Da sich die Freischärler in der Nacht dorthin zurückgezogen hatten, konnte Pinkafeld gegen 13:30 Uhr ohne Widerstand besetzt werden. Diesen gab es erst wieder vor Oberwart, sodass die Gendarmerieeinheit nach diesem zweiten gescheiterten Versuch sich endgültig nach Friedberg zurückziehen musste.
Auch die weiter südlich von Hartberg und Burgau vorrückenden Kolonnen 8 und 9 wurden nach Überschreiten der Grenzen von Freischärlern angeschossen und erlitten Verluste durch Verwundung. Ebenso scheiterte hier ein erneuter Versuch der Kolonne 8 am 29. August am Widerstand der Freischärler unter Graf Erdődy. Da auch im Morgengrauen des 29. August die erreichten Stellungen in Heiligenkreuz und Mogersdorf aufgegeben werden mussten, galt die Landesnahme im Süden nach zwei Tagen als gescheitert.
Auch in Agendorf, dem für den 28. August vereinbarten Vorort für Ödenburg, gerieten die 400 österreichischen Gendarmen unter Beschuss durch Heckenschützen eines 120 Mann starken Héjjas-Detachements. Es gelang zwar, die Freischärler aus dem Dorf zu drängen; aber ohne Maschinengewehre und Handgranaten erschien das Halten des Dorfes als fraglich. Landesvertreter Davy und seine Begleiter Hofrat Rauhofer und ein Kriminalbeamter, die um 13.00 Uhr Wiener Neustadt mit einem Auto verließen und über Ödenburg nach Agendorf unterwegs waren, waren über die Kämpfe nicht informiert und gerieten in eine Straßensperre von bewaffneten Freischärlern. Diese ließen sich zwar den offenen Befehl des Regierungskommissärs Antal Graf Sigray zeigen, verweigerten aber die Weiterfahrt, und Davy musste nach Ödenburg zurückkehren. Nach einem diesbezüglichen Bericht an die Interalliierte Generalkommission wurde der Versuch in Begleitung von zwei Entente-Offizieren, einem Engländer und einem Italiener, wiederholt. Darauf drohten die Freischärler unbeeindruckt, die drei Zivilisten aufzuhängen. Eine vorbeikommende Husarenpatrouille mit einem Osztenburg-Leutnant erlaubte dann die Weiterfahrt nach Agendorf, wo das Gefecht bereits beendet war. Davy richtete daraufhin die Verwaltungsstelle für das Burgenland in Mattersburg ein. Ein anderes Fahrzeug, welches Agendorf verließ, wurde von Freischärlern festgehalten und die Insassen Major Adolf Paternos von der Polizeidirektion und der Direktor Hamburger der Daimler-Werke in Wiener Neustadt gefangen genommen und nach Ödenburg verbracht. Beiden gelang es aber dort, sich unter den Schutz der interalliierten Generalkommission zu stellen und nach wenigen Tagen nach Österreich zurückkehren.
In den Abendstunden des 28. August 1921 traf die Nachricht vom Feuerüberfall in Wiener Neustadt ein. Ein am Bahnhof bereitgestellter Sonderzug mit dem neuen burgenländischen Beamtenpersonal mit dem Ziel Agendorf wurde geräumt und der Sonderzug für 200 Mann Gendarmerie-Hilfstruppen bestimmt, die die Situation verstärken sollten. Diese Entscheidung wurde mit Josef Püchler getroffen, der im Zivilberuf Lokomotivführer war und den Zug bis nach Agendorf führte. Nachdem die Gendarmerie vor Agendorf unter Feuer geraten war, wurde nach einem Halt mit Zustimmung des Entente-Offiziers das Dorf eingenommen, wobei ein Héjjas-Mann getötet wurde.
Am 29. August 1921 wurde berichtet, dass in Sankt Margarethen österreichische Gendarmen beschossen wurden, einer davon wurde getötet, mehrere verletzt. Die Freischärler hatten ebendort auch einen mit einer Ortsbewohnerin verheirateten Wiener in einen Wald verschleppt und dort erschossen. Die eingesetzte Gendarmerie war der Übermacht der militärisch hervorragend ausgerüsteten und geschulten Freischärler nicht gewachsen. Daher verbreitete sich Panik in der Bevölkerung. Ende August, Anfang September zogen ganze Kolonnen von Flüchtlingen der Gegend um Eisenstadt nach Ebenfurth und später auch nach Wiener Neustadt.

## Militärischer Grenzschutz

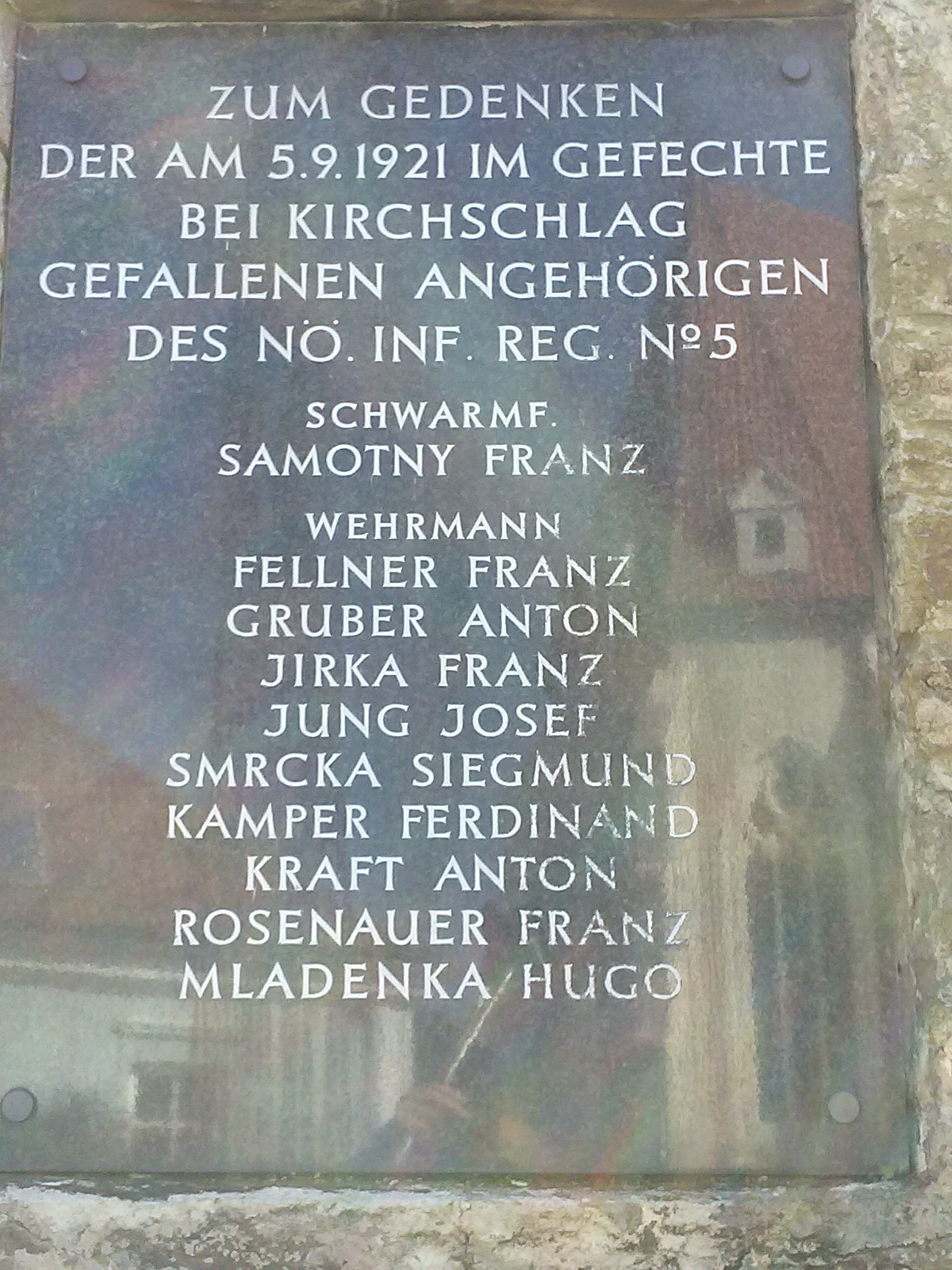
Gedenktafel für die Gefallenen des 5. September 1921 in Kirchschlag

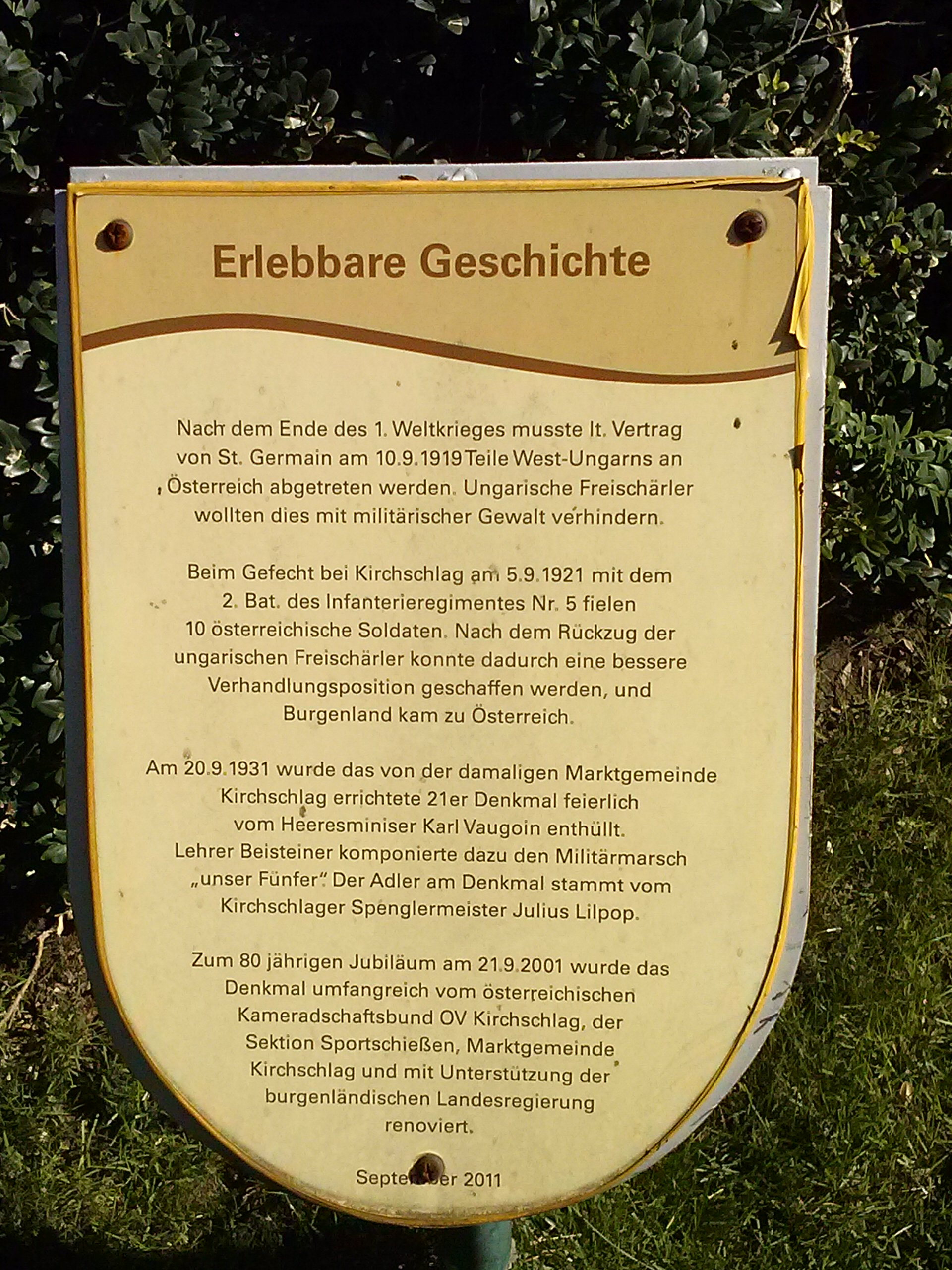
Informationstafel für das Denkmal in Kirchschlag

Wegen des Misserfolges der Landnahme wurde mit abendlichem Beschluss vom 29. August 1921 des Ministerrates in Wien am 30. August das II. Bataillon des Infanterie-Regiments 5 des Bundesheeres von Wien nach Wiener Neustadt geschickt und endgültig in Kirchschlag stationiert. In den nächsten Tagen wurden nach und nach folgende vier weitere Bataillone an die niederösterreichische Grenze verlegt:
- I. Bataillon/IR 1 nach Wiener Neustadt
- II. Bataillon/IR 1 nach Bruck an der Leitha
- III. Bataillon/IR 1 je zur Hälfte nach Bruck an der Leitha und Hainburg
- III. Bataillon/IR 2 nach Ebenfurth

Zum Befehlsinhaber der Grenzwacht-Truppen wurde Oberst Rudolf Vidossich bestimmt, welcher in der Burg von Wiener Neustadt, die nicht mehr als Militärakademie in Verwendung war, sein Hauptquartier einrichtete.
An die steirische Grenze wurden Infanterie- und MG-Kompanien der Alpenjäger-Regimenter 9 und 10 geschickt, welche die Grenzübergänge von Fehring bis Sinnersdorf zu sichern hatten. In der Nacht auf den 3. September kam es bei Sinnersdorf zu einem schwerwiegenden Zwischenfall, als eine Gendarmeriepatrouille aus dem Hinterhalt von Freischärlern angegriffen wurde. Der eine Soldat erlitt einen Schenkelschuss, der andere Soldat hingegen einen Bauchschuss, an dessen Folgen er zwei Tage später in Wiener Neustadt starb.
In den ersten Septembertagen meldete die Gendarmeriegrenzschutzleitung von Wiener Neustadt bedenkliche Truppenansammlungen von Freischärlern im südlichen Burgenland an der Grenze zur Steiermark, welche von ungarischen, österreichischen und reichsdeutschen Offizieren geführt wurden. Dabei handelte es sich um Einheiten aus Oberwart unter dem Kommando von Oberleutnant Arpad Taby, welche am 4. August nach Günseck und Langeck verlegt wurden. Verstärkt mit Teilen der berüchtigten Héjjas-Freischärler griffen sie in den Morgenstunden des 5. September die österreichische Gendarmerie der Kolonne 6 im Zöberntal an. Bei Deutsch Gerisdorf fielen 17 zum Teil schwer verwundete Gendarmen den Freischärlern in die Hände, während ihre Kameraden in Richtung Pilgersdorf flüchteten. Aber auch von diesen Einheiten konnten sich nur wenige über die niederösterreichische Grenze nach Kirchschlag retten, während viele andere in Gefangenschaft gingen.
Nachsetzende Freischärler stießen bei Kirchschlag auf das II. Bataillon des Infanterieregiments Nr. 5, welches dem Angriff standhalten konnte, allerdings nur unter dem Verlust von 7 Toten und 15 Verwundeten. Zwei Soldaten gerieten in Gefangenschaft und wurden von Héjjas-Freischärlern erschossen bzw. erhängt, wie sich später aus Zeugenaussagen ergab. Aber auch die Ungarn hatten mit 9 Toten und einer unbekannten Anzahl Verwundeter in dem bis 13 Uhr andauernden Gefecht große Verluste. Dieser Angriff löste unter der Grenzbevölkerung eine Panik aus, die dazu führte, dass Teile davon die Flucht ergriffen. Bis zum Abend verlegte das Bundesheer das II. Bataillon/IR 1 aus Ebenfurth sowie das III. Bataillon/IR 2 aus Wiener Neustadt in die Bucklige Welt. Außerdem wurde aus Wien das I. Bataillon des Infanterie-Regimentes 4 als Ersatz nach Wiener Neustadt nachgezogen.
Als besonders gefährlich galt diese Situation deswegen, weil ein österreichischer Gegenangriff unter Umständen das offene Einschreiten der regulären ungarischen Armee hätte provozieren können, die zu diesem Zeitpunkt eine mehr als doppelt so große Mannschaftsstärke hatte wie das bereits weitgehend abgerüstete Bundesheer. So standen im Nahbereich des Burgenlandes zwei ungarische gemischte Brigaden und einige Spezialeinheiten für ein allfälliges Eingreifen zur Verfügung.
Um der drohenden Gefahr, die von den ungarischen Freischärlern ausging, entgegenzutreten, wurden von der Heeresleitung weitere Truppen in den Osten des Bundesgebietes verlegt. Von der 4. Brigade aus Linz wurden der Brigadestab, das Alpenjäger-Regiment 7 sowie weitere kleinere Einheiten nach Wien verlegt. Die 6. Brigade aus Innsbruck schickte ihren Stab, drei Bataillone sowie Artillerieeinheiten nach Wien.
Am 8. September um 5 Uhr früh kam es in Agendorf zu einem Angriff von regulären ungarischen Truppen und ungarischen Freischärlern (Friedrich-Freischärler) auf die dortige österreichische Gendarmerie. Als der Anmarsch von Ostenburg-Truppen gemeldet wurde, zog sich die Gendarmerie mit einem bereitstehenden Eisenbahnzug nach Mattersburg zurück mit dem Auftrag, dort eine Verteidigungslinie aufzubauen. Bei diesen Gefechten verloren die Österreicher einen Toten und zwei Schwerverwundete, während die Ungarn drei Tote und zwei Schwerverwundete zu beklagen hatten. Oberst Theodor Körner meldete an diesem Tag von Wiener Neustadt nach Wien, dass die Gendarmerie nun in Panik, erschöpft und müde sei. Mit Zentraldirektor Oberstleutnant Friedrich Gampp, Landesgendarmeriedirektor Ornauer und einer Schar von Freiwilligen gelang ein Ausharren in Mattersburg. Die von Landesverwalter Davy beantragte Ablösung der Gendarmerie durch das Bundesheer wurde von der Entente abgelehnt. Er selbst verlegte seine Dienststelle wieder nach Wien in seine alten Räumlichkeiten im Innenministerium.
Die Gendarmerie hatte bis zu diesem Zeitpunkt an Verlusten 6 Tote, 12 Schwerverwundete und 18 Leichtverwundete zu beklagen. Aus Klagenfurt wurden von der Heeresleitung mit dem Alpenjäger-Regiment 11 aus Klagenfurt weitere Einheiten in den Osten verlegt. Somit hatte das Bundesheer bis Mitte September 17 Infanterie-Bataillone direkt an der Grenze bzw. in Reserve in Wien versammelt, dazu zahlreiche Sonderverbände der Kavallerie, Artillerie und der Pioniere.

## Rückzug der Gendarmerie
Die österreichische Bundesregierung beschloss den Rückzug hinter die Staatsgrenze, da mit den Kräften der Gendarmerie die Landnahme von Westungarn nicht möglich war. So gab Landesverwalter Davy am 9. September 1921 dem Landesgendarmeriedirektor Georg Ornauer und dem Leiter des Polizeikommissariats Wiener Neustadt Alfred Rausnitz den Auftrag, das Burgenland von unserem ganzen Apparat zu räumen, mit Ausnahme von Mattersdorf. Am Folgetag, inmitten der Räumung, wurde erkannt, dass auch Mattersdorf nicht zu halten war. Rausnitz ließ auch Mattersdorf räumen, hielt aber Bad Sauerbrunn und Neudörfl. Diese Räumung löste einen Flüchtlingsstrom der österreichfreundlichen Bevölkerung Westungarns über die Grenze aus und führte zu einer starken Beunruhigung im Gebiet der Kohlenbergwerke bei Neufeld.
Nach dem Rückzug kam es am 11. September 1921 zwischen Bundeskanzler Johann Schober und Vertretern der Interalliierten Generalmission zu einer Unterredung. Dabei wurden Österreich die Sicherung des Wiener Neustädter Beckens und die Sicherung der Kohlenbergwerke der Stadt Wien bei Wimpassing an der Leitha mit einer auf burgenländischem Gebiet liegenden Sicherheitszone zugesagt. Am 19. September 1921 fand im Brauhof Wiener Neustadt eine Versammlung der Sozialdemokratischen Partei statt, auf der der Abgeordnete Karl Renner referierte, womit die Arbeiterschaft politisch für das Burgenland eintrat.
Ab Mitte September gab es Wahrnehmungen, dass es im Raum Mattersdorf, St. Margarethen, Müllendorf, Krensdorf zur Formierung von ungarischen Bürgerwehren kam, welche teils in Jägerkleidung, teils mit Pfadfinderhüten mit Federschmuck, teils in Zivilkleidung mit Armbinden auftraten.
Ende September wurde auch der Grenzschutz neugeordnet. Das Brigadekommando Nr. 3 übernahm am 28. September 1921 das Kommando für den Grenzabschnitt Niederösterreich; Standort des Kommandos war das Stift Neukloster, und Oberst Vidossich blieb Oberbefehlshaber. Ihm unterstand in Wiener Neustadt eine Reserve von vier Bataillonen und vier Batterien. Bei Wiener Neustadt wurden analog Bruck an der Leitha und Neufeld Befestigungsanlagen errichtet, weiters wurden Tiroler Truppen nach Ebenfurth verlegt.
Auf eine Bitte des britischen Militärattachés Oberst Cunningham um Informationen zu den Banden in Westungarn erstellte im Polizeikommissariat Wiener Neustadt Oberkommissär Adolf Paternos mit 21. September 1921 einen Bericht. Darin teilte er mit, dass die Gesamtstärke der Freischärler im Komitat Ödenburg 4.000 Mann und im Komitat Eisenstadt 12.000 Mann betrug und dass man in Budapest damit kalkulierte, insgesamt 40.000 Mann irreguläres Militär aufbringen zu können. Die Freischärler erhielten 600 Kronen Taggeld, 200 Kronen vom ungarischen Militär und 400 Kronen vom jeweiligen Bürgermeisteramt. Die Munitions- und Waffendepots waren in Gutshöfen, Schlössern und Klöstern verteilt. Das Schloss des Grafen Sigray wurde genannt. Die Zentralen der Freischärler waren in den jeweiligen Komitaten in Seehütten und Wirtshäusern. Kampflustig waren die Freischärler gegen Kommunisten und Sozialdemokraten. Legitimistischen Kreisen der Freischärler schwebte die Bildung einer neuen Monarchie aus Bayern, Österreich und Ungarn vor. Die ungarische Militärkommission in Wien wurde als Zentrale der Spionagetätigkeit genannt.

## Freischärler-Staat Leitha-Banat
Das Ultimatum vom 23. September 1921, welches die Botschafterkonferenz in Paris an Ungarn gerichtet hatte, mit dem Auftrag, das Burgenland bis zum 4. Oktober 1921 zu räumen, zeigte keinen Erfolg. Zwar zog die ungarische Regierung das Militär, welches die Freischärler bei Kirchschlag und andernorts unterstützt hatte, aus der Zone A des Burgenlandes zurück, betonte aber, keinen Einfluss auf die Freischärler zu haben. Die Freischärler riefen am 4. Oktober 1921 in Oberwart den unabhängigen Staat Leitha-Banat, ungarisch: Lajta-Bánság, aus.

## Protokoll von Venedig

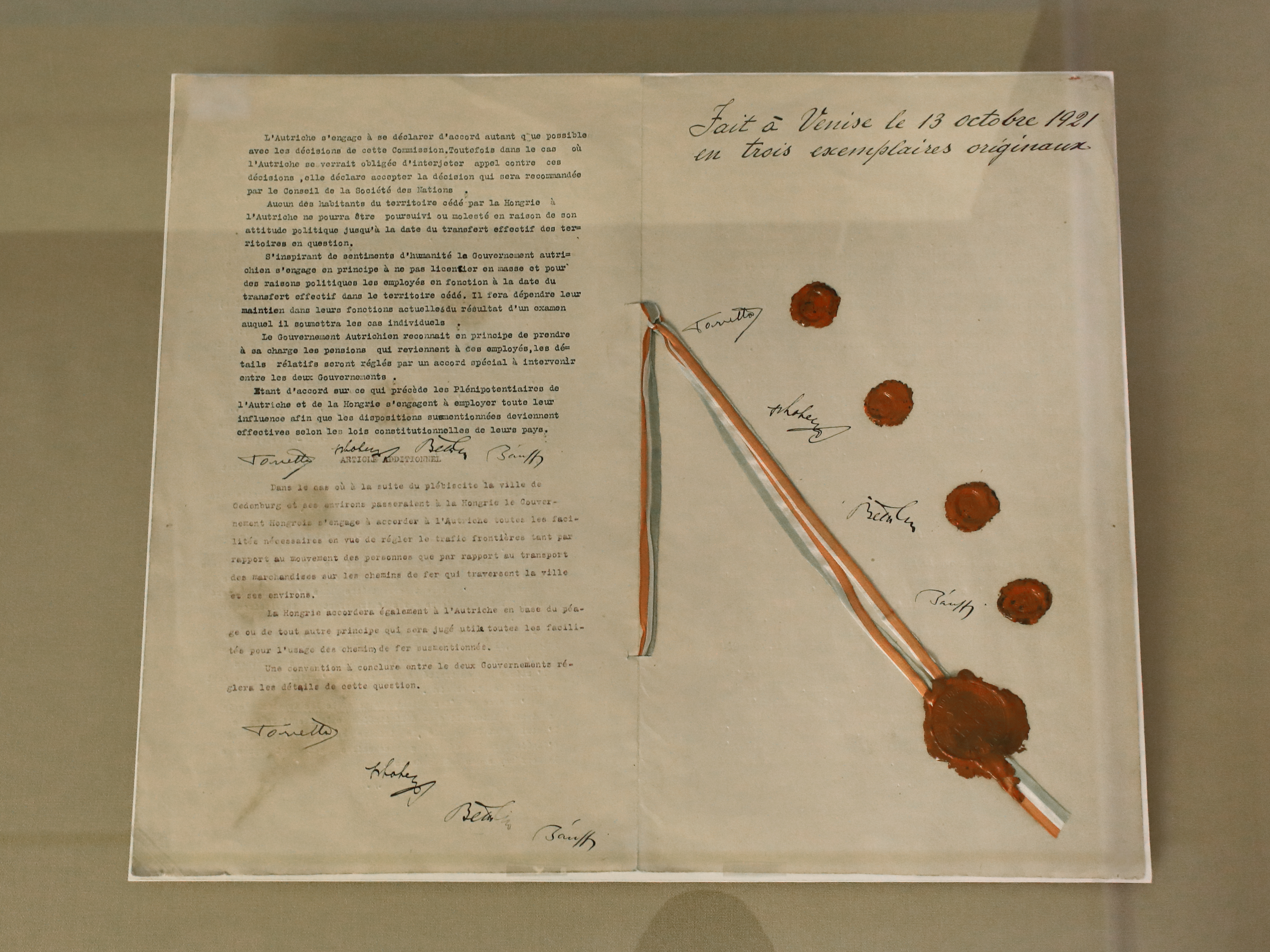
Venediger Protokoll vom 13. Oktober 1921

Da Österreich und Ungarn schon seit längerem einem Vermittlungsangebot Italiens zugestimmt hatten, stimmte am 2. Oktober 1921 auch die Botschafterkonferenz dieser Vermittlung zu. Die Verhandlungen wurden in Venedig geführt, wo sich die Einigung auf Verlust von Ödenburg mit der Rettung des übrigen Burgenlandes abzeichnete. Dem Wunsch von Bundeskanzler Johann Schober, welcher Österreich vertrat, eine Volksabstimmung zum Verbleib von Ödenburg bei Ungarn abzuhalten, wurde entsprochen. Am 13. Oktober 1921 unterzeichneten Bundeskanzler Johann Schober, Graf Bethlen und Graf Nikolaus Banffy für Ungarn und der italienische Außenminister Marchese della Torretta das Protokoll von Venedig. Ungarn sagte dabei zu, in Zusammenarbeit mit der Interalliierten Generalkommission innerhalb von drei Wochen die Aufständischen-Bewegung zu beenden. Acht Tage nach der Beruhigung sollte die Volksabstimmung in Ödenburg erfolgen.

## Die Entwicklung der Lage bis zur endgültigen Landnahme

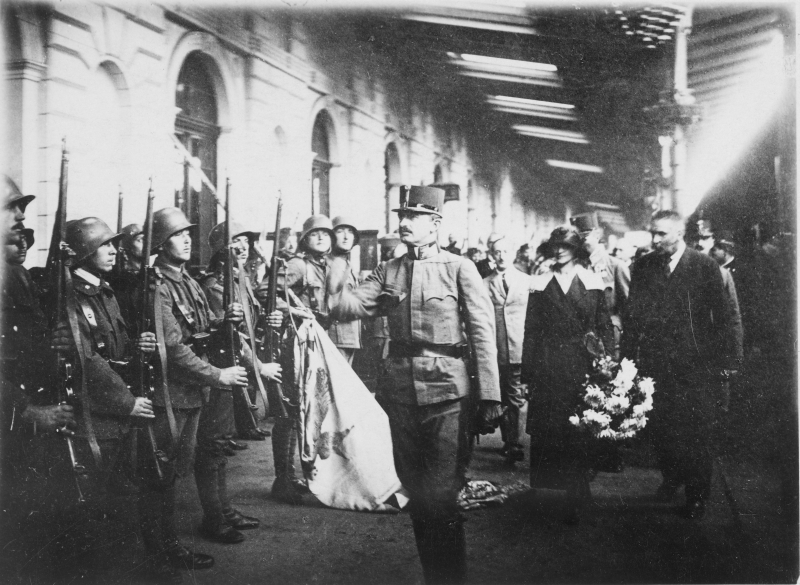
Zweiter Restaurationsversuch Kaiser Karls in Ungarn; Karl beim Abschreiten der Ehrenkompanie am Bahnhof in Ödenburg am 21. Oktober 1921. Rechts hinter ihm Kaiserin Zita

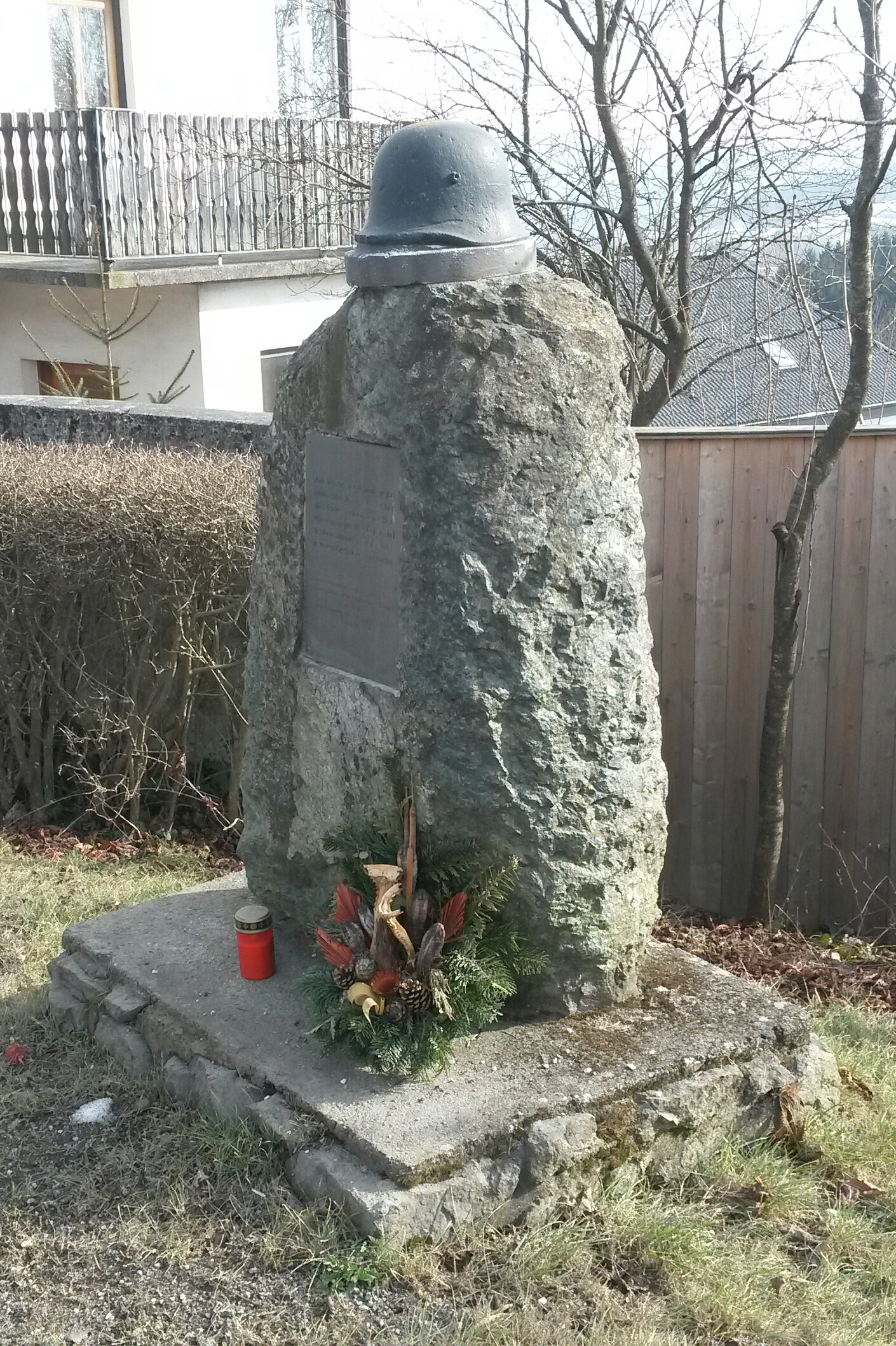
Denkmal in Friedberg/Pinggau, das an den Unfall eines Bundesheer-LKWs am 1. November 1921 erinnert

Anfang Oktober 1921 nahm die Unsicherheit der Bevölkerung im Grenzgebiet zu. Die Verlegung des 1. Brigadekommandos von Wiener Neustadt nach Leobersdorf und der Rückzug der Feldwache bei Lichtenwörth, welche für die Sicherung von Neudörfl und des Vorfeldes von Wiener Neustadt verantwortlich war, verstärkten die Unsicherheit. Regierungsrat Rausnitz protestierte am 12. Oktober 1921 beim Ministerium gegen diese Rücknahmen, zumal Neudörfl auf ungarischem Gebiet, aber innerhalb der vereinbarten Demarkationslinie lag. Die Aktionen der Freischärler in der Umgebung von Neudörfl und bei der Leithabrücke unweit von Wiener Neustadt führten dazu, dass das Postamt und die Grenzkontrollstelle in Neudörfl geräumt und auf österreichisches Gebiet verlegt wurde. Am 15. Oktober 1921 erschien im Amtsblatt der Stadt Wiener Neustadt ein vom Stadtrat und vom Bürgermeister Anton Ofenböck unterzeichneter Aufruf an die Bevölkerung, in dem Maßnahmen im Falle eines Angriffes ungarischer Freischärler mitgeteilt wurden: Es gelte im Ernstfall, Ruhe zu bewahren, in den Häusern zu bleiben und straßenseitige Wohnungen hell zu beleuchten. Weiters sollten die im Vorfeld von Wiener Neustadt befindlichen militärischen Anlagen geschont und respektiert werden. Ein sechzehnjähriger Neudörfler wurde der Gendarmerieexpositur Leithabrücke angezeigt, als er versuchte, die Stärke und die Vorkehrungen der österreichischen Gendarmerie und des Bundesheeres zu erkunden. Verdächtigt und der Staatsanwaltschaft Wiener Neustadt angezeigt wurde auch Peter Paul Storno aus einer Ödenburger Familie, Oberleutnant der ungarischen Armee, welcher als Rauchfangkehrer verkleidet im November 1921 in Schattendorf verdächtige Fragen gestellt hatte. Storno wurde jedoch freigesprochen. Es gab auch zahlreiche Verhandlungen im Kreisgericht Wiener Neustadt wegen Schmuggelversuchen, hauptsächlich von Lebensmitteln, in beide Richtungen.
Nach dem zweiten erfolglosen Restaurationsversuch von Kaiser Karl I. (Österreich-Ungarn) am 21. und 22. Oktober 1921 schwächte sich die Bandentätigkeit in Ungarn deutlich ab. Der Grund für diese Abnahme der Aktivitäten auf ungarischer Seite war, dass die königstreuen Verbände (Ostenburg-Einheit, V. und VI. Freischärlerkorps) Karl auf dem Weg nach Budapest folgten. Nach dem Scheitern des Versuches wurden sie entwaffnet und waren nun kein Machtfaktor mehr in Westungarn. Aber auch die anderen Freischärlerkorps zogen sich vorübergehend zurück, um die Regierungstruppen im Kampf gegen die Königstreuen zu unterstützen. Als die Freischärlerkorps am 25. Oktober wieder zurückkehrten, besetzten sie hauptsächlich das Gebiet von Ödenburg.
Trotz der Beruhigung der Lage erlitt das Bundesheer in den nächsten Wochen empfindliche Verluste, die hauptsächlich durch Unfälle hervorgerufen wurden. Am 1. November beschossen Freischärler erneut den österreichischen Vorposten bei Sinnersdorf. Neben Gendarmerie-Verstärkungen aus Friedberg und Pinggau wurden daraufhin dreißig Soldaten des Bundesheeres aus Hartberg angefordert, die dem Alpenjäger-Regiment Nr. 9 angehörten. Bei der Verlegung der Einheit riss auf einer abschüssigen Straße in Friedberg die Kette des Fahrzeuges, das daraufhin manövrier- und bremsunfähig den Hügel hinunterraste, einen Beleuchtungsmast und einen Baum rammte und sich schließlich überschlug. Zusätzlich explodierte noch eine mitgeführte Handgranate, sodass dieses Unglück insgesamt 11 Soldaten das Leben kostete. 13 Tote forderte ein Unfall zwei Tage später in der Buckligen Welt, als ein Heereslaster verunglückte, der Urlauber von Edlitz wieder zu ihren Einheiten nach Kirchschlag zurückbringen wollte.
Die allgemeine Annahme, dass der zweite Versuch einer Landnahme mit dem Protokoll von Venedig nicht mehr von der Gendarmerie, sondern durch das Bundesheer erfolgen werde, wurde auch von den Ungarn nicht bezweifelt; dies trug zur weiteren Beruhigung bei. Die ausgearbeitete Planung im Heeresministerium in Wien sah jedoch die Mitwirkung der Gendarmerie vor; ein Zivilkommissär beim obersten militärischen Befehlshaber sollte dessen Wünsche als Befehl an die Gendarmerie weitergeben. Mit 9. November 1921 – das Höchstkommando als Brigadekommando Burgenland Nr. 1 unter Oberst Rudolf Vidossich lag in Leobersdorf – wurde entschieden, dass jeweils 100 Gendarmen in Ebenfurth und in Wiener Neustadt bereitzuhalten seien, um bei der Landnahme nach Weisungen der 6. Brigade teilzunehmen. Die Gendarmen in Wiener Neustadt unterstanden Gendarmerieoberinspektor de Gaspero.

## Landnahme

### Einmarsch in den nördlichen Landesteil vom 13. bis 17. November 1921
Nachdem die Interalliierte Generalkommission am 11. November 1921 offiziell die Zustimmung zum Einmarsch des österreichischen Bundesheeres in das Burgenland – ausgenommen das Gebiet um Ödenburg – gegeben hatte, wurde am 13. November 1921 mit der Landnahme begonnen. Die von Vizebürgermeister Josef Püchler kommandierte Wiener Neustädter Arbeiterwehr hatte den Truppen zwar jene Waffen übergeben, mit denen sie sich ehemals – mit Wissen der Niederösterreichischen Landesregierung – im Wiener Arsenal eingedeckt hatte; trotzdem entschloss sich die Heeresleitung aufgrund der relativ geringen Kampfstärke (7200 Gewehre, 230 MGs und 48 Geschütze) und der negativen Erfahrungen beim ersten Versuch durch die Gendarmerie, zuerst nur den Landesteil nördlich von Ödenburg zu besetzen.
Das Bundesheer gliederte sich von Nord nach Süd:
- 3. Brigade mit sechs Bataillonen und zwei Batterien bei Bruck an der Leitha bzw. nördlich davon
- 6. Brigade mit sieben Bataillonen und zwei Batterien ausgehend von Wiener Neustadt
- 4. Brigade mit drei Bataillonen und zwei Batterien südlich der 6. Brigade
- Reserveeinheiten in der Form von vier Bataillonen und zwei schweren Batterien verbleibend zwischen Wiener Neustadt und Krumbach
- 5. Brigade verblieb mit vier Bataillonen und einer Batterie vorerst an der steirischen Grenze

Insgesamt bot das Bundesheer somit 17 Bataillone, 8 Batterien sowie 2 technische Kompanien und 3 Verbindungskompanien für die Landnahme des nördlichen Landesteiles auf.
Die nördliche 3. Brigade rückte von Wilfleinsdorf, Bruck an der Leitha, Rohrau, Hollern und Hainburg an der Donau in fünf Kolonnen auf Jois, Neusiedl am See, Parndorf, Neudorf, Pama und Edelstal vor. Am 14. November erreichte sie Frauenkirchen, Halbturn, Nickelsdorf, Deutsch Jahrndorf und Kittsee, einen Tag später Podersdorf und Sankt Andrä am Zicksee. Ihre endgültigen Zielorte Andau und Pamhagen in der südöstlichen Ecke des Seewinkels erreichte sie schließlich am 16. und 17. November. Das Vorgehen wurde zwar durch heftigen Schneefall erschwert, doch nur bei Kittsee kam es mit Freischärlern zu einem Schusswechsel.
Die 6. Brigade rückte in vier Kolonnen auf Sauerbrunn, Zillingtal, Höflein und Eisenstadt vor. Bereits am 14. November erreichte sie ihre Zielorte Rohrbach bei Mattersburg, Draßburg, Siegendorf, Mörbisch und Rust.
Auch die 4. Brigade, die südlich der 6. Brigade folgte, hatte es leichter als die weit in den Seewinkel vorstoßende 3. Brigade. Nachdem am ersten Tag der Landnahme Neudörfl und Neufeld erreicht wurden, war man auch hier bereits am 14. November am Ziel, indem man ca. 10 km in das neue Bundesland vorgerückt war.
Am 25. November 1921 wurde von Oberst Rudolf Vidossich die Zivilverwaltung des nördlich von Ödenburg liegenden Teiles des Burgenlandes an Landesverwalter Davy übergeben. Davy übernahm die Verwaltung dieses Teilgebietes und meldete dem Bundesministerium für Heerwesen, dass der Sitz des Landesverwaltungsamtes vorübergehend das Stift Neukloster in Wiener Neustadt war.
Im Jahr 1922 wurde die Grenze zu den neuen Nachbarstaaten frisch vermessen und versteint. Die etwa 4100 Grenzsteine werden regelmäßig vom BEV kontrolliert und instandgehalten.

### Einmarsch in den südlichen Landesteil vom 25. bis 30. November 1921

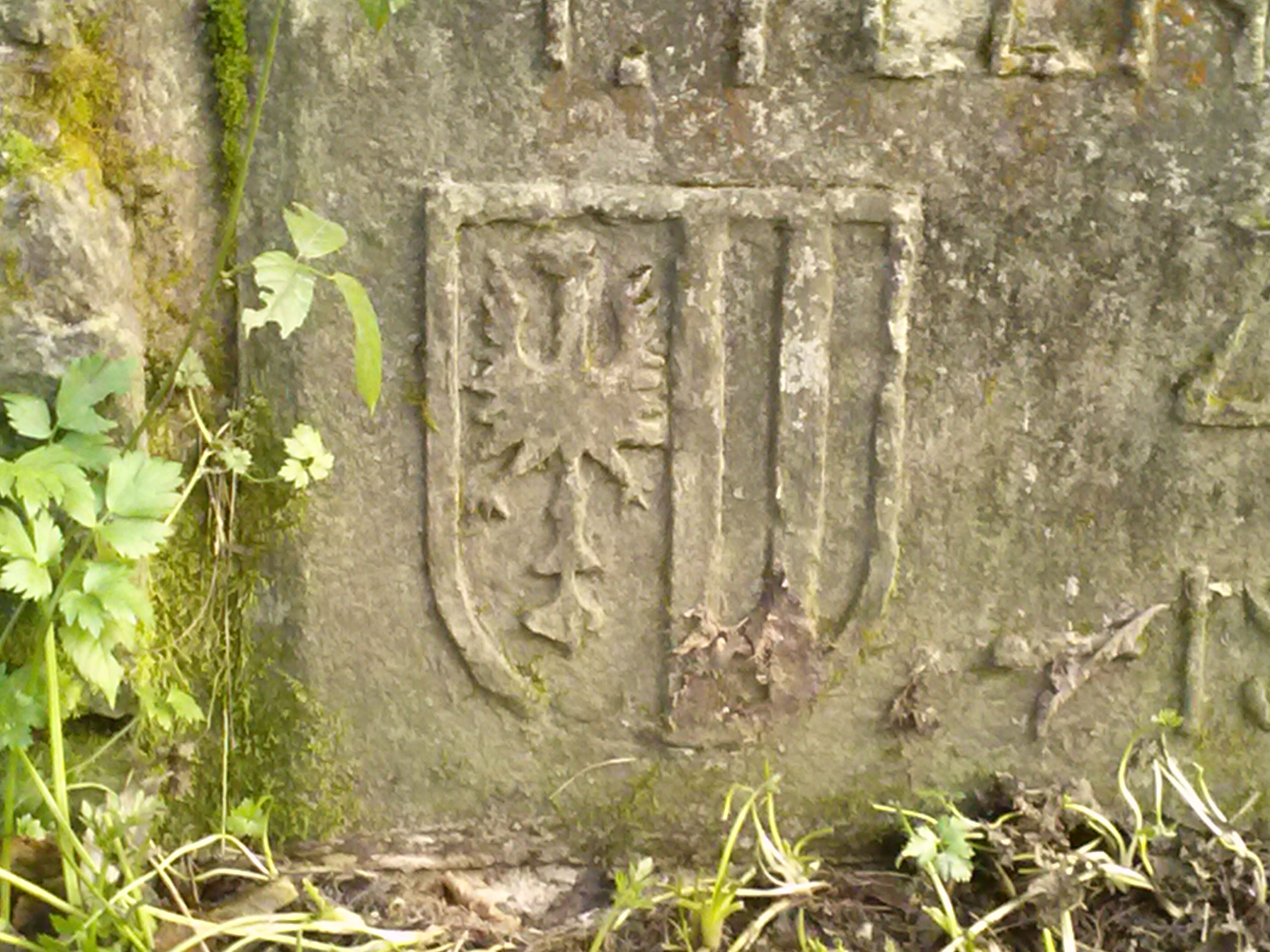
Gedenkstein in Sinnersdorf, der an den Einsatz des Alpenjägerregiments 7 in diesem Raum erinnert. Inschrift: LINZER ALPEN RGMT. 7, I. TECHNISCHER ZUG, 1922

Für die Besetzung des mittleren und südlichen Burgenlandes waren die an der steirischen Landesgrenze bereitgestellte 5. Brigade sowie die beiden im Norden eingesetzten Brigaden 3 und 4 vorgesehen. Dies machte die Verlegung von zehn Bataillonen und vier Batterien vom Landesnorden per Bahn in den Süden notwendig. Die Landnahme begann am 25. November ab 10 Uhr durch 17 Bataillone und 9 Batterien sowie Unterstützungstruppen.
Die 3. Brigade bildete wieder die nördlichste Kräftegruppe und rückte in vier Kolonnen mit 8 Bataillonen und 3 Batterien von Krumbach, Kirchschlag und Hochwolkersdorf auf Bernstein, Lockenhaus, Draßmarkt und Lackenbach vor. Am nächsten Tag ging sie über Lockenhaus, Oberpullendorf, Stoob, Neckenmarkt und Kobersdorf weiter vor, um schließlich am 27. November die Zielorte Lutzmannsburg, Nikitsch und Deutschkreutz an der neuen Landesgrenze zu erreichen.
Die in drei Kolonnen, welche sich aus insgesamt 5 Bataillonen und 3 Batterien zusammensetzten, von Hartberg, Lafnitz und Friedberg vorrückende 4. Brigade erreichte am ersten Tag Pinkafeld, Riedlingsdorf und Markt Allhau. Gegen 12 Uhr nahmen auf dem Hauptplatz in Pinkafeld die Einheiten Aufstellung und wurden von der Bevölkerung unter Hochrufen gefeiert. Einen Tag später waren die Einheiten in Oberschützen, Stadtschlaining, Oberwart und Rotenturm. Dann wurde ein Rasttag eingelegt, um – Gerüchten folgend – in Wäldern nach Freischärlern zu suchen. Aber diese Gerüchte erwiesen sich als haltlos; bei der Landnahme im Süden gab es keinerlei Widerstand. Die Endziele Rechnitz, Hannersdorf, Kohfidisch und Schachendorf erreichte die Brigade schließlich trotz heftigem Schneefall am Abend des 28. November.
Die südlichste Kräftegruppe, die 5. Brigade, rückte in vier Kolonnen von Fehring, Fürstenfeld und Bierbaum auf Jennersdorf, Eltendorf und Stegersbach vor. Am 26. November erreichte sie Deutsch Tschantschendorf und St. Michael, um am nächsten Tag einen Rasttag einzulegen. Auch hier wurde erfolglos nach vermeintlichen Freischärlern gesucht. Aufgrund der schlechten Witterung erreichten nur geringe Teile am 28. November Güssing; die neue Landesgrenze rund um Heiligenkreuz wurde schließlich am 30. November besetzt.
Am 4. Dezember 1921 meldete das Brigadekommando Burgenland Nr. 1 an das Bundesministerium für Heerwesen, dass die Pazifizierung des südlichen Teiles des Burgenlandes abgeschlossen sei, woraufhin am 6. Dezember 1921 dem Landesverwalter Davy auch der südliche Teil des Burgenlandes übergeben wurde.

## Ödenburger Heimatdienst

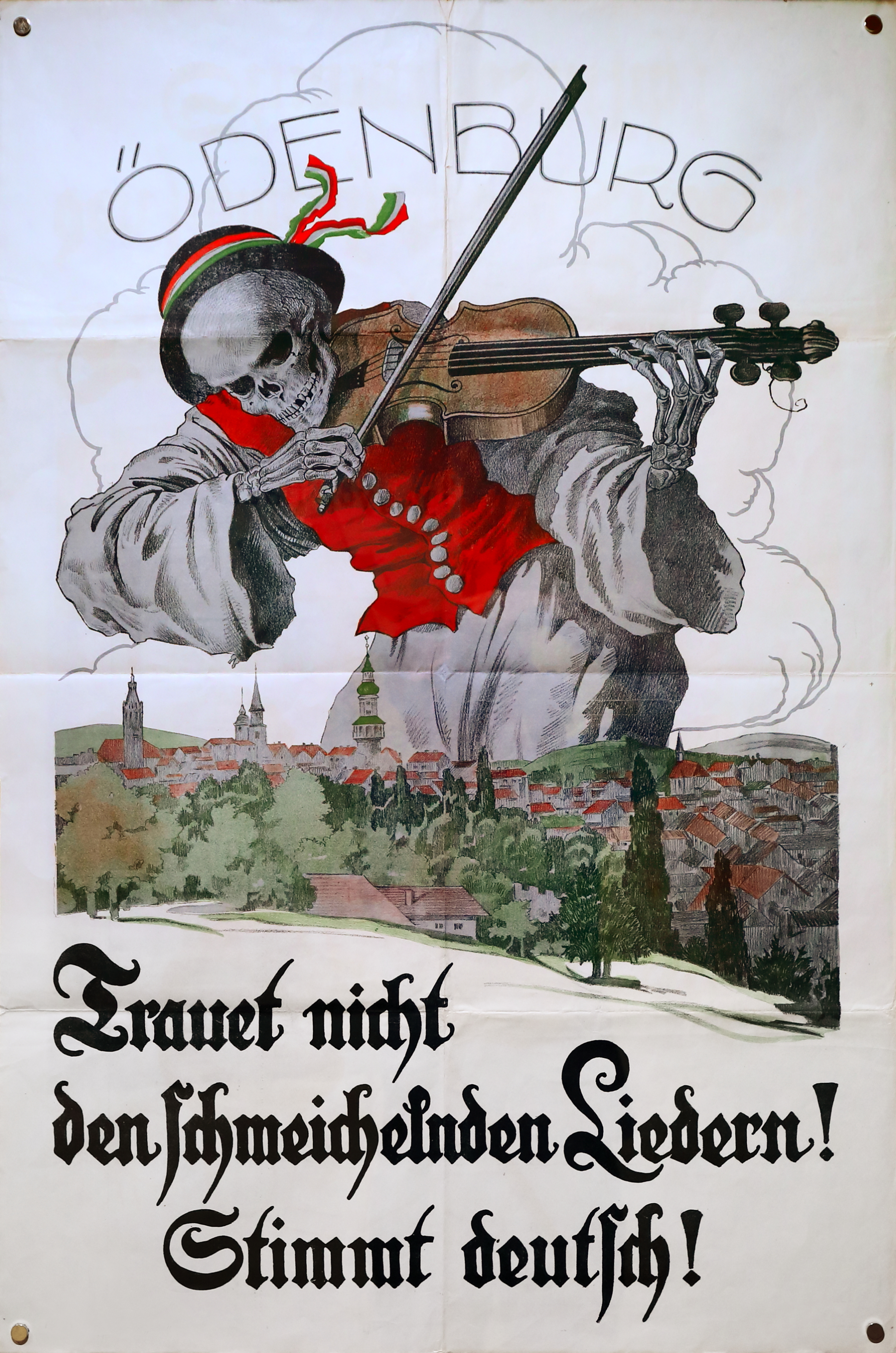
Plakat des Ödenburger Heimatdienstes für die Abstimmung

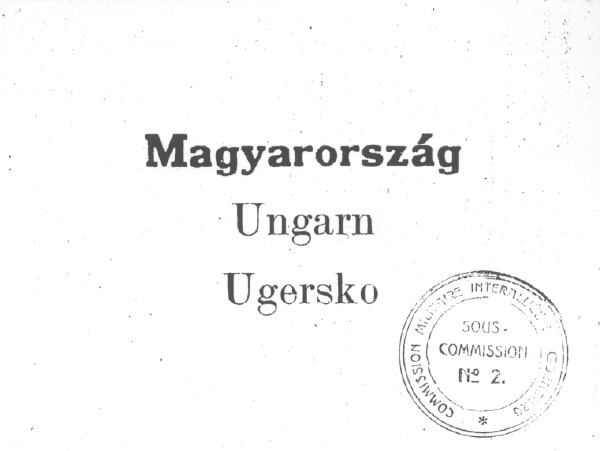
Stimmzettel für die Abstimmung

Nach der Landnahme begann auf beiden Seiten - in Österreich und in Ungarn - ein umfassendes Engagement, die Volksabstimmung in Ödenburg zu beeinflussen. In Österreich wurde nach dem Vorbild des Kärntner Heimatdienstes der Ödenburger Heimatdienst gegründet. Mit Oberleutnant Hans Steinacher wurde für den Ödenburger Heimatdienst ein Mitarbeiter gewonnen, welcher bereits im Kärntner Abwehrkampf Erfahrungen gesammelt und sich dort bewährt hatte. Der Ödenburger Heimatdienst hatte seine Zentrale in Wien und eine Zweigstelle in Wiener Neustadt in der Frauengasse Nr. 14 wie auch eine Lokalredaktion in Wiener Neustadt in der Wiener Straße Nr. 21 für die in Wien zweimal in der Woche erscheinende Zeitung Der freie Burgenländer. Die Volksabstimmung, die am 14. Dezember 1921 in der Stadt Ödenburg, am 16. Dezember 1921 in den umliegenden Landgemeinden der Stadt Ödenburg stattfand, ging mit einer Mehrheit von 65,08 % der Stimmen für Ungarn aus. Der Ödenburger Heimatdienst wollte sich mit diesem Ergebnis nicht abfinden. Mit Oberst Rudolf Vidossich, unterstützt von Oberleutnant Hans Steinacher und dem Kommandanten der Wiener Neustädter Arbeiterwehr, Vizebürgermeister Josef Püchler, bestand folgender Plan: Von Ebenfurth aus sollten die Eisenbahner, welche eine militärisch gut ausgebildete Spezialtruppe der Arbeiterwehr bildeten, mit zwei improvisierten Panzerzügen über die Raaber Bahn sowie über die Ödenburger Linie (Mattersburger Bahn) der Südbahn bis Ödenburg vorgehen mit dem Ziel, das Abstimmungsgebiet bei Kohlndorf abzusperren. Von den zwei Panzerzügen geschützt, wollte man dann Ödenburg mit der Arbeiterwehr und mit 3000 Arbeitern der Daimler-Werke in Wiener Neustadt besetzen. Weiters rechnete man mit der Unterstützung von 300 Fliegersoldaten vom Wiener Neustädter Flugfeld. Als die österreichische Regierung von diesen Plänen Kenntnis erhielt, erhob sie sofort Maßnahmen dagegen. Friedrich Adler, Obmann des österreichischen Arbeiterrates, intervenierte dagegen, und in einer Sitzung des Wiener Neustädter Kreisarbeiterrates, wo Josef Püchler den Plan leidenschaftlich vertrat, wurde der Plan mehrheitlich abgelehnt. In Ungarn planten die Freischärler unter Prónay, Héjjas und anderen nach der für sie positiv ausgegangenen Volksabstimmung in Ödenburg für den Jänner 1922 einen Großangriff auf das Burgenland, ein Projekt, dessen Realisierung am Einspruch der ungarischen Regierung scheiterte.

## Entscheidung über Eisenstadt als Hauptstadt
Ödenburg war von Anfang an als Hauptstadt des Burgenlandes geplant. Nach dem Verbleib der Stadt bei Ungarn musste nun eine Entscheidung über den Sitz der Burgenländischen Landesregierung getroffen werden. Mit dem Bundesgesetzblatt Nr. 202/1922 vom 7. April 1922 wurde eine einstweilige Landesordnung veröffentlicht, welche mit der Konstituierung des Landtages in Kraft treten sollte, worin Bad Sauerbrunn als provisorischer Sitz der Landesregierung genannt war. Es fehlte aber in Sauerbrunn an den dafür erforderlichen Räumlichkeiten. Es wurden also andere Orte erwogen, auch außerhalb des Burgenlandes, wie Wien mit dem noch ungenutzten Augartenpalais und Wiener Neustadt mit dem Stift Neukloster, der Militärakademie und dem Gebäude der Landestaubstummenanstalt. Der spätere Landeshauptmann Walheim setzte sich gegen eine Landeshauptstadt außerhalb des Landes durch und setzte sich für Eisenstadt ein. Nach der ersten Landtagswahl 1922 wurde der Burgenländische Landtag in die Martin-Kaserne in Eisenstadt einberufen. Die endgültige Entscheidung, ob Eisenstadt, Mattersburg, Sauerbrunn oder Pinkafeld Landeshauptstadt sein würde, fiel erst 1925 für Eisenstadt.